# Jersey (EP)
Jersey é o primeiro extended play (EP) solo da cantora e atriz estadunidense Bella Thorne, lançado em 17 de novembro de 2014 pela Hollywood Records.

## Singles
A canção Call It Whatever foi lançada como o primeiro single do EP em maio de 2014 e, devido ao fracasso das vendas, a canção acabou se tornando um single promocional.  A canção "Jersey" se tornou o segundo single do EP.

## Promoção
A canção "Bad Case of You" foi adicionada na trilha sonora do filme "Mostly Ghostly: Have You Met My Ghoulfriend?", foi lançada em 2 de setembro de 2014, porém a canção não foi adicionada ao EP.
Em 15 de outubro de 2014, Bella anunciou que seu primeiro álbum foi cancelado e transformado em um EP, pois ela precisava crescer com seu estilo musical, e ela não tinha tempo para gravar pois estava envolvida com o lançamento de seu livro e vários filmes.

## Desempenho comercial
"Jersey" estreou na parada de álbuns do iTunes Top 100 Pop no número #37.

## Destaques
A terceira faixa do EP "One More Night" teve um destaque muito grande, por ser uma música bastante animada e fácil de cantar, a letra bastante divertida, para uma pessoa que vai curtir a cidade sem pensar em nada, durante uma noite. Foi considerada a melhor música do EP segundo os críticos. 

## Lista de faixas
| N.º            | Título                                   | Compositor(es)                                        | Produtor(es)   | Duração |  |
| 1.             | "Jersey"                                 | Bella Thorne                                          |                | 3:05    |  |
| 2.             | "Paperweight"                            | Bella Thorne                                          |                | 3:33    |  |
| 3.             | "One More Night"                         | Bebe Rexha, Leah Haywood, Daniel James                |                | 3:25    |  |
| 4.             | "Boyfriend Material"                     | Charlotte Aitchison, Allan Grigg                      |                | 3:06    |  |
| 5.             | "Call it Whatever (Razor N Guido Remix)" | Par Westerland, Rickard Göransson, Skyler Stonestreet |                | 5:54    |  |
| Duração total: | Duração total:                           | Duração total:                                        | Duração total: | 19:03   |  |

## Histórico de lançamento
| País           | Data                   | Formato              | Edição | Gravadora |
| -------------- | ---------------------- | -------------------- | ------ | --------- |
| Estados Unidos | 17 de novembro de 2014 | CD, download digital | Padrão | Hollywood |